# Obsługa portowa

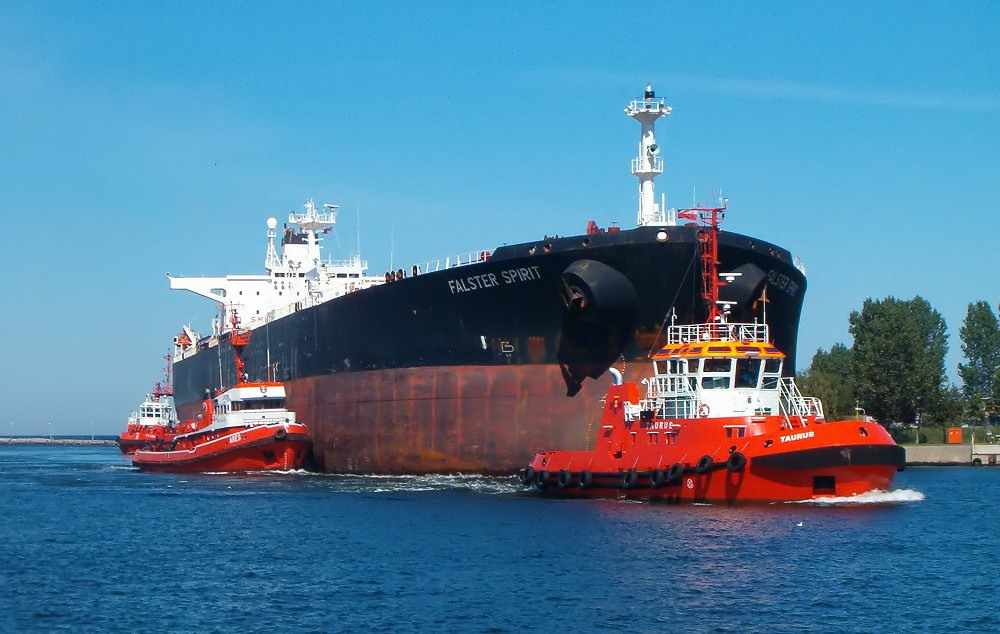
Holowniki wprowadzające statek do portu

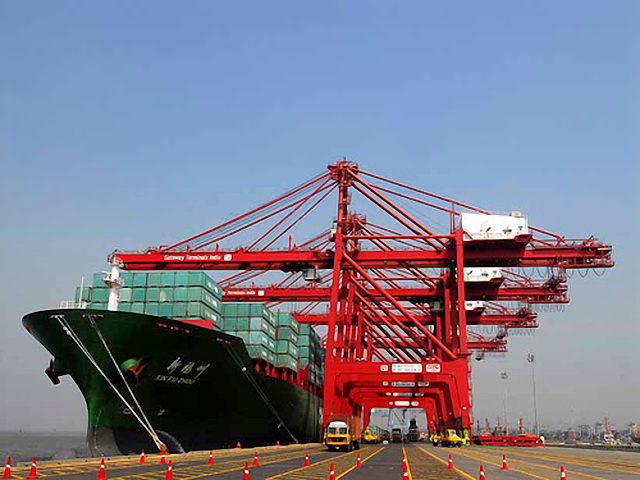
Nabrzeże w porcie Nhava Sheva - załadunek kontenerów

Obsługa portowa – usługi wykonywane w porcie wodnym na rzecz statków wodnych używających portu.

## Obsługa portowa obejmuje
1. obsługę pasażerów i bagażu;
2. rozładunek i załadunek towarów;
3. obsługę w zakresie zaopatrzenia statków w paliwo, smary i inne materiały techniczne;
4. obsługę w zakresie zaopatrzenia statków w wodę słodką, energię elektryczną;
5. odbiór odpadów oraz pozostałości ładunkowych ze statków[1];
6. usługi holownicze[2]
7. usługi pilotowe[3] w zakresie wejścia i wyjścia statku z portu;
8. udostępnianiu infrastruktury portowej w celu postoju statku;
9. inne usługi